# William Bedwell
William Bedwell (1561 – 5 maggio 1632) è stato un religioso, arabista, traduttore e matematico inglese.

## Biografia
William Bedwell studiò al St John's College e al Trinity College dell'Università di Cambridge, laureandosi nel 1588. Successivamente, fu rettore della parrocchia di St Ethelburga's Bishopsgate e dal 1607 vicario alla chiesa All Hallows di Tottenham, di cui scrisse la storia nel volume A Briefe Description of the Towne of Tottenham. Prolifico studioso di lingue classiche e orientali, Bedwell ha curato la traduzione in arabo delle Lettere di Giovanni con testo latino a fronte, dato alle stampe da Raphelengius ad Anversa nel 1612. Ancora prima di Erpenius, Bedwell fu il primo a promuovere lo studio della lingua e letteratura araba in Europa, anche se il suo primo vocabolario della lingua araba fu lasciato incompiuto ed eclissato dalla pubblicazione del Lexicon Arabico-Latinum di Jacob Golius nel 1653.
Oltre alle epistole di Giovanni, nel 1615 Bedwell ha pubblicato uno studio sul Corano intitolato A Discovery of the Impostures of Mahomet and of the Koran. Fece parte della cosiddetta prima commissione di Westminster per la realizzazione della Bibbia di Re Giacomo, di cui Bedwen e i colleghi tradussero i primi dodici libri dall'ebraico e dell'aramaico. Nel campo della matematica è invece noto soprattutto per i suoi studi goniometrici.
Morì nel suo vicariato nel 1632 all'età di 72 anni. Dopo la sua morte i suoi manoscritti furono donati all'Università di Cambridge e all'Università di Oxford e furono d'aiuto a Edmund Castell nella stesura del suo Lexicon Heptaglotton ne 1669.